# طالب كويلي
طالب كويلي (بالإنجليزية: Talib Kweli)‏ مغني راب أمريكي شهير من أصل أفريقي مولود سنة 1975 بدأ مسيرته الفنية سنة 1997 كعضو في فريق «بلاك ستار» مع المغني الشهير «موس ديف» قبل أن ينحت لنفسه مسيرة فنية كأحد مؤسسي فن «الهيب هوب أندرغراوند».

## روابط خارجية
- طالب كويلي على موقع IMDb (الإنجليزية)
- طالب كويلي على موقع ألو سيني (الفرنسية)
- طالب كويلي على موقع ميوزك برينز (الإنجليزية)
- طالب كويلي على موقع رولينغ ستون (الإنجليزية)
- طالب كويلي على موقع إن إن دي بي (الإنجليزية)
- طالب كويلي على موقع أول ميوزيك (الإنجليزية)
- طالب كويلي على موقع ديسكوغز (الإنجليزية)
- طالب كويلي على موقع قاعدة بيانات الفيلم (الإنجليزية)